# Хёккер, Вильгельм
Вильгельм Хёккер (также Вильгельм Геккер, нем. Wilhelm Höcker; 29 июня 1886, Хольцендорф — 15 ноября 1955, Гюстров) — немецкий политик, член СДПГ и СЕПГ. Премьер-министр земли Мекленбург в 1946—1951 годах.

## Биография
Сын плотника Вильгельм Хёккер в 1893—1901 годах учился в народной школе в Вольдегке, в 1901—1904 годах получил торговое образование в Брюссове. В 1904—1906 годах работал приказчиком в Пенцлине и Ростоке, затем до 1908 года отслужил в армии в Ростоке и получил должность служащего в администрации Гамбургского порта. В 1911—1914 годах работал кладовщиком в потребительском союзе в Гюстрове. В 1911 году вступил в СДПГ и свободные профсоюзы. В 1914—1918 годах воевал на фронте.
В 1918—1919 годах вновь работал кладовщиком в Гюстрове. В 1919—1921 годах Хёккер возглавлял районное ведомство общественного питания в Гюстрове. В 1921—1932 годах работал советником в администрации Гюстрова. В 1920—1933 годах являлся депутатом ландтага Свободного государства Мекленбург-Шверин, с 1926 года занимал в нём должности председателя и первого заместителя председателя. При национал-социалистах Хёккер зарабатывал на жизнь в табачной лавке в Гюстрове. В 1944 году несколько недель провёл под арестом в рамках массовых репрессий после заговора 20 июля.
По окончании Второй мировой войны Хёккер был назначен заместителем обер-бургомистра Гюстрова, затем в июне 1945 года был назначен советскими оккупационными властями председателем земельной администрации Мекленбурга — Передней Померании, с 1947 года называвшегося «Мекленбург». В 1945—1946 годах являлся председателем земельного правления СДПГ в Мекленбурге. В 1946 году вступил в СЕПГ. С декабря 1946 по июль 1951 года занимал должность избранного премьер-министра, входил в земельное правление СЕПГ и его секретариат.
В 1948—1949 годах Хёккер являлся членом Немецкого народного совета, а в 1949—1950 годах — депутатом Временной Народной палаты.
В 1952—1953 годах Вильгельм Хёккер занимал должность заместителя председателя Германского Красного Креста в округе Росток, а с 1953 года являлся председателем Общества германо-советской дружбы в округе Шверин. В 1954 году Хёккер избирался в Палату земель ГДР и являлся депутатом окружного совета Шверина.